# ジェデル
ジェデル（J̌eder, ？ - 1237年）は、モンゴル帝国に仕えた軍人の一人。『元史』などの漢文史料では直脱児(zhítuōér)と記される。

## 概要
ジェデルの父アチャル(阿察児)はモンゴル帝国の建国者チンギス・カンに仕えてケシクテイ(親衛隊)のバウルチとなった人物であった。また、『元朝秘史』の功臣表78位には「者迭児(zhĕdiéér)」という名前が挙げられているが、この「者迭児」は『元史』の記すと「阿察児」もしくは「直脱児」と同一人物ではないかと考えられている。
ジェデルは第2代皇帝オゴデイの治世に、バトゥを総司令とするヨーロッパ遠征に従軍し、キプチャク・カンクリ諸部の攻略に功績を挙げた。1232年、金朝征服にも従軍し、河南・関西の一帯の攻略に従事した。この功績によって4万の民戸を与えられたが、これはトゥルイ家のソルコクタニ・ベキに属するものであった。1236年、ジェデルは織染七局を涿州に設置し、その翌年には涿州路のダルガチとされたが、間もなく亡くなった。

## 子孫
ジェデルの死後は息子のカランジュ(哈蘭朮)が後を継いだ。李璮の乱が起こると、カランジュは叛乱鎮圧に活躍し、この功績によって万人隊長に任ぜられた。その後益都路のモンゴル万人隊に移り、密州における戦いの中で陣没した。カランジュの死後、その地位はジェデルの甥クラチュに受け継がれた。
なお、『元史』巻133列伝にはクラチュの列伝があるが、『元史』巻123のジェデルの列伝と内容がほとんど重複しているとの批判がある。